# Tecno Camon 15
 (août 2021).
Tecno Camon 15 Air, Tecno Camon 15, Tecno Camon 15 Pro et Tecno Camon 15 Premier sont des smartphones Android fabriqués, libérés et commercialisés par Tecno Mobile dans le cadre de la série Tecno Camon 15. L’appareil a été dévoilé lors d’un événement en ligne qui a eu lieu le 2 avril 2020 en raison de la pandémie de Covid-19 et qui a succédé à la série Tecno Camon 12. C’est la septième génération de smartphones de la série Camon de Tecno.
Camon 15 Air, Camon 15, Camon 15 Pro et Camon 15 Premier est une version améliorée de la série Camon 12, avec différentes fonctionnalités, y compris le système d’exploitation, le stockage, la caméra, l’écran et la capacité de la batterie. Le téléphone a reçu des commentaires généralement favorables, avec des critiques notant principalement la meilleure configuration de la caméra et plus grande batterie,. Les critiques, cependant, critiquent toujours le manque de chargement rapide et le port USB Type-C manquant,.

## Caractéristiques

### Matériel
Camon 15 Air et Camon 15 présentent une définition 720p avec un rapport d’aspect de 20:9, tandis que les Camon 15 Pro et Camon 15 Premier présentent une définition de 1080p avec un rapport d’aspect de 19,5:9. Toute la série Camon 15, dispose d’une taille d’affichage de 6,6 pouces; Camon 15 Air et Camon 15 a IPS Dot-in affichage, ce qui en fait le premier appareil Tecno à venir avec un point dans l’écran de la caméra avant (trou de perforation) et une lampe de poche LED avant, tandis que les modèles Camon 15 Pro et Camon 15 Premier disposent d’un écran FHD+ sans les encoches habituelles, ce qui en fait le premier appareil Tecno à en faire partie.
Camon 15 Air et Camon 15 sont livrés avec un MediaTek Helio P22 SoC, Camon 15 Pro est livré avec MediaTek Helio P35, tandis que Camon 15 Premier est livré avec MediaTek W Helio P35. Le Camon 15 Air est livré avec 3 Go de RAM, le Camon 15 est livré avec 4 Go de RAM, tandis que le Camon 15 Pro et le Camon 15 Premier sont tous deux livrés avec 6 Go de RAM. Camon 15 Air et Camon 15 sont tous deux équipés de 64 Go de stockage, tandis que Camon 15 Pro et Camon 15 Premier sont équipés de 128 Go de stockage. Camon 15 Air et Camon 15 disposent de la possibilité d’utiliser une carte microSD pour étendre le stockage à un maximum de 256 Go, tandis que Camon 15 Pro et Camon 15 Premier peuvent être étendus à 512 Go.

### Logiciel
Tous les appareils sont livrés avec Android 10 avec un nouveau HiOS (en) 6.0, contrairement aux versions trouvées sur Camon 12 série. Le HiOS 6.0 dispose d’un système à l’échelle du thème sombre, Social Turbo et mode de jeu.

## Réception
Dolapo Iyunade de TechCity a donné au Camon 15 un score de 3,8/5, indiquant que l’appareil a une bonne autonomie et un grand écran, cependant, elle s’est plainte du port USB Type-C manquant, mais a estimé qu’il fait toujours pour un bon appareil.
Busayo Omotimehin de Phones Corridor a fait l’éloge de la conception, de l’affichage, de la batterie et de la caméra Camon 15 Premier, mais a souhaité que l’appareil avait un port USB Type-C et chargeur super-rapide hors de la boîte.
Kenn Abuya de Techweez a donné un avis positif sur le Camon 15,, notant que l’écran est assez grand pour consommer du contenu multimédia et la navigation, il est allé plus loin pour déclarer que la caméra est une amélioration notable de la Camon 12 par les chiffres purs, tout en louant la capacité de la batterie, mais a noté que la vitesse de charge est lente en raison du manque de technologie de charge rapide.
Meenu Rana de The Mobile Indian a salué le Camon 15 Pro comme l’un des smartphones les mieux conçus de Tecno, soulignant que la caméra semble impressionnante. Il est allé plus loin pour exprimer ses préoccupations, notant que le logiciel a besoin d’améliorations.
Chetan Nayak de Boy Genius Report a donné une évaluation positive de Camon 15 Pro, indiquant que l’appareil viennent avec des caractéristiques uniques et des compromis, il est allé plus loin pour louer le pop-caméra, soulignant que l’appareil dispose d’une bonne performance de la caméra et une bonne apparence et de nombreuses fonctionnalités soutenues par logiciel. Il a critiqué l’absence d’un port USB Type-C.